# Монтекалво Ирпино
Монтека̀лво Ирпѝно (на италиански: Montecalvo Irpino) е малко градче и община в Южна Италия, провинция Авелино, регион Кампания. Разположено е на 623 m надморска височина. Населението на общината е 3861 души (към 2011 г.).